# Troetje Loewenthal
Gertrude Augusta (Troetje) Loewenthal  (Bonaire, 28 december 1944) is een voormalig docente Spaans aan de Universiteit Leiden en was betrokken bij de zwarte vrouwenbeweging en medeoprichter van de Stichting Flamboyant. Zij schreef columns en werkte aan multiculturalisatieprojecten bij het Nederlands Genootschap Vrouwenstudies en het Internationaal Informatiecentrum en Archief voor de Vrouwenbeweging (IIAV); zij was hoofd afdeling ontwikkeling en later adviseur strategisch beleid bij E-Quality, expertisecentrum voor gender en etniciteit, en gaf daar onder andere leiding aan het project 'Moslimfeminisme'.

## Biografie

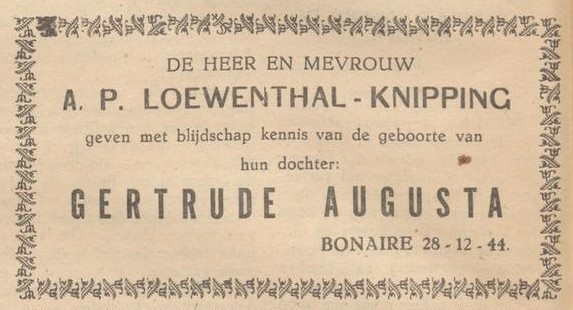
geboorte-aankondiging voor Gertrude Augusta Loewenthal

Troetje Loewenthal is op 28 december 1944 geboren op Bonaire. Haar vader, Albert Paul Loewenthal (1915–1988), had een Joods-Duitse achtergrond, hij was ambtenaar en politicus. Haar moeder, Augusta Knipping (1919–1994), was een Dominicaanse en had farmacie gestudeerd. Het gezin verhuisde al snel naar Curaçao. Daar heeft zij haar jeugd doorgebracht met een jonger broertje en zusje.
Hier op Curaçao werd zij, naar eigen zeggen, zich al op op jonge leeftijd bewust van ongelijkheid en onrecht. Zij werd in haar omgeving geconfronteerd met armoede en discriminatie van het koloniale bestuur. Ze herleidt de kern van haar latere feminisme naar een onbegrip in haar jeugd, het besef dat orkanen, die het eiland teisterden, vrouwennamen kregen. Zij vroeg zich af waarom, want een orkaan was het ergste dat je kon overkomen. Hierdoor werd zij zich bewust van het verschil in de positie van mannen en vrouwen in de samenleving.
Omdat zij het gymnasium wilde volgen, verhuisde het gezin op haar tiende naar Nederland en werd zij intern op een katholieke kostschool. 
Op haar zestiende begon zij aan een studie scheikunde aan de Universiteit van Amsterdam, maar zij stapte al snel over naar Spaanse taal- en letterkunde. Tijdens haar studie was zij lid van de studentenvereniging ASVA en actief lid van de Communistische Partij Nederland (CPN).
Loewenthal heeft een dochter en vertelt in het oral history-interview dat door Atria met haar is afgenomen, dat het moederschap voor haar ook heel belangrijk is.
In 2008 besloot Loewenthal terug te keren naar Curaçao, waar ze docent werd aan de universiteit. 

## Carrière
Na haar studie doceerde zij Spaanse taal- en letterkunde aan de Rijksuniversiteit Leiden en Universiteit van Amsterdam (1993–1996). In Leiden raakte zij betrokken bij de zwarte vrouwenbeweging. Zo hield zij een lezing over racisme en vrouwenstudies in 1983 bij de Winteruniversiteit Vrouwenstudies Nijmegen.
Zij werkte mee aan de Landelijke Zwarte Vrouwendagen, die driemaal per jaar werden gehouden en waar ervaringen met racisme en omgaan met verschillen in afkomst vaste thema's waren. Met onder andere Cisca Pattipilohy richtte ze in 1986 het documentatiecentrum Flamboyant (1986–1990) in Amsterdam op.  
In de jaren daarna werkte zij een aantal jaren aan multiculturalismeprojecten bij bijvoorbeeld het Nederlands Genootschap Vrouwenstudie en het IIAV (Internationaal Informatiecentrum en Archief voor de Vrouwenbeweging). Bij het IIAV was zij coördinator van het Pattipilohyproject (1 juli 1997–31 augustus 1998), haar opdracht was diversiteit in de collectie te brengen. Ook werkte zij mee aan de samenstelling van de tentoonstelling Onderbelicht: zwarte, migranten vluchtelingenvrouwen in Nederland, informatieuitwisseling in perspectief (1995–1996).
Van 1996 tot september 2000 was zij lid van de redactieraad van het tijdschrift Lover. Ze schreef columns voor het tijdschrift Opzij. 
Ze was co-auteur van een basisgrammatica Spaans. 
Vanaf 1998 werkte ze een aantal jaar bij E-Quality, eerst als hoofd van de afdeling Ontwikkeling, later als adviseur strategisch beleid. 

## Winteruniversiteit Vrouwenstudies
Van 17 tot 23 december 1983 vond in Nijmegen de Winteruniversiteit Vrouwenstudies plaats, een congres van wetenschappers, onderzoekers, docenten en studenten op het gebied van vrouwenstudies en het vervolg op de Zomeruniversiteit Vrouwenstudies in 1981. Waren er in 1981 al oproepen van Tania Leon en Philomena Essed om zwarte vrouwen een zichtbare plek te geven, tijdens de opening van de Winteruniversiteit betrad onverwacht Julia da Lima het podium met kritiek op de onzichtbaarheid van zwarte vrouwen in zowel workshops als thema's. Haar oproep voor een eigen ruimte en programma voor zwarte vrouwen zette een aantal deelnemers aan tot actie. Volgens Troetje Loewenthal was dit de eerste keer dat vrouwen van verschillende etniciteiten zich organiseerden onder de noemer van 'zwart' en 'vrouw'. In die week volgde een alternatief programma met thema's als de relatie tussen seksisme, racisme en macht. 
Zo gaf Loewenthal daar een lezing op 21 december over de ontwikkeling van racisme in Nederland. Hierin benadrukte ze twee vormen van racisme die zij van groot belang vond voor vrouwenstudies: uitsluitingsmechanismen en het zogenaamde 'nieuwe' racisme. Zij benadrukte dat racisme geen statisch gegeven is maar steeds andere gezichten toont afhankelijk van de historische situatie. Zij onderscheidde daarin drie niveaus: het cultureel-ideologische, het geïnstitutionaliseerde-structurele en het organisatorische niveau. Zij vond het van groot belang voor vrouwenstudies onderzoek te doen naar uitsluitingsmechanismes en een bijdrage te leveren aan de kennis over verschillen tussen vrouwen. De lezing is in 1984 in een bewerkte versie verschenen in het Tijdschrift voor Vrouwenstudies, onder de titel 'De witte toren van vrouwenstudies'. 
Uit deze actie op de Winteruniversiteit kwam de Landelijke Zwarte Vrouwengroep voort, actief van 1983–1987, die onder andere drie keer per jaar de Landelijke Zwarte Vrouwendagen organiseerde. In de periode 1984–1987 werd de Zwarte Vrouwenradio opgericht, de Zwarte Vrouwentelefoons en de zwarte en migrantenvrouwenbibliotheek en -documentatiecentrum Stichting Flamboyant.

## Publicaties
- Loewenthal, Troetje (1984), De witte toren van vrouwenstudies, Tijdschrift voor Vrouwenstudies 5, p.5-17
- Loewenthal, Troetje en Kamala Kempadoo (1986),  ‘Verbroken verbindingen. Een kritiek op een etnies-feministiese visie.’ Tijdschrift voor Vrouwenstudies 25 (1986): p.76-85
- Fennema, Meindert & Troetje Loewenthal (1987), La construcción de raza y nación en la Repüblica Dominicana. Santo Domingo: Universitaria., 1987
- Loewenthal, Troetje (1988), Racisme: het relaas van recidivisme en reclassering, In: Sophia & Co, 1988, nr. 3
- Loewenthal, Troetje (1995), Geschiedenissen die verhalen worden : een gesprek met de Dominicaanse Julia Alvarez, In: Surplus 1995, nr.6
- Loewenthal, Troetje (2000), De zwarte vrouwenbeweging heeft vorm gekregen tijdens de Winteruniversiteit Vrouwenstudies, in: Vrouwen van Nijmegen: twintig jaar in beweging, Verloo, Mieke (voorw.), Nijmegen Vrouwen documentatiecentrum (De Feeks), 2000
- Loewenthal, Troetje (verslag) Bouvrie, Bakka des (red.) Muusse, Anke (red), Vrouwen zijn moeders en mannen zijn mannen : verslag van het symposium over moederschapsideologie op 22 september 1994 te Den Haag, 1995
- Loewenthal, Troetje Marjolein Verboom (1997), Kleur in het curriculum : perspectieven voor multicultureel vrouwenstudies-onderwijs, 1997
- Loewenthal, Troetje (2001), ‘Er ontbreekt altijd een stuk van de puzzle. Een inclusief curriculum gewenst’,in: Caleidoscopische visies : de zwarte, migranten- en vluchtelingenvrouwenbeweging in Nederland, Botman, Maayke (red.) Jouwe, Nancy (red.) Gloria Wekker (red.), 2001, p.51-80
- Loewenthal, Troetje (2001), VN koppelt gender en etniciteit , In: E-Quality Matters , 2001, nr. 9
- Loewenthal, Troetje (2003), Gegijzelde islam: wat wil Ayaan Hirsi Ali? In: Lover, 2003, nr 3
- Loewenthal, Troetje (2003) Moslimfeminisme: moslima's, protestmoslima's en solidariteitsmoslima's, In: E-Quality Matters, 2003, nr 6
- Loewenthal, Troetje (2003), Schoonheidsidealen: Barbiepop of JLo? In: Migranten Informatief , 2003, nr. 148